# Anne Butler Yeats
Anne Butler Yeats (ur. 9 maja 1919 w Dublinie, zm. 4 lipca 2001 tamże) – irlandzka malarka i scenograf, córka Williama Butlera Yeatsa, siostra Michaela Yeatsa. Członkini stowarzyszenia Aosdána.

## Życiorys
Anne Yeats studiowała rysunek i malarstwo w Royal Hibernian Academy Schools, po czym do roku 1940 pracowała jako główny scenograf w Abbey Theatre. Potem powróciła do malarstwa. Zrobiła kurs uzupełniający w Dublin Metropolitan School of Art pod kierunkiem Seana Keatinga. W 1947 roku została wybrana do Irish Exhibition of Living Art.
W 1996 Anne Yeats przekazała National Gallery w darze archiwum rodzinne Yeatsów, Yeats Archive, obejmujące materiały, publikacje, fotografie rodzinne, obrazy, szkice szkicowniki, korespondencję swego stryja Jacka Butlera Yeatsa oraz część książek wybranych z jego biblioteki.
W 2002 roku National Gallery of Ireland zorganizowała poświęconą Anne Yeats wystawę wspomnieniową, w ramach której pokazano 20 obrazów i rysunków artystki, w tym jej szkicowniki podarowane Galerii przez jej brata Michaela Yeatsa.
Obrazy Anne Yeats znajdują się w kolekcjach prywatnych i publicznych na całym świecie, a w Irlandii w: National Gallery of Ireland i Hugh Lane Municipal Gallery w Dublinie, Ulster Museum w Belfaście, Trinity College w Dublinie i Sligo County Gallery w Sligo.

## Twórczość i spuścizna
Anne Yeats malowała świetliste pejzaże, martwe natury i postacie używając przeważnie farb olejnych. Jej styl można określić jako naiwny ekspresjonizm. W śmiałym stosowaniu przez nią grubej warstwy farby uwidocznił się wpływ stylu jej Jacka Butlera Yeatsa. Na ekspresjonistyczny styl miała też wpływ praca Anne Yeats jako projektantki udramatyzowanych i monumentalnych scenografii teatralnych.
Prace Anne Yeats wystawiane były zarówno w Irlandii, jak i za granicą. Wystawy indywidualne artystki to m.in.: Dublin Painters Gallery (Dublin, 1946,1948); Dawson Gallery (Dublin, 1963,1966); New Gallery (Belfast, 1964,1967), Toronto University's Canadian Association for Irish Studies (1968); Municipal Gallery of Modern Art (Dublin, 1971–1972), University of Winnipeg (Winnipeg, 1975), Caen, (1979), Taylor Galleries (Dublin, 1981,1994); Sligo Art Gallery (1984, 1989); Dublin George Gallery, Mini Retrospective (1990) i Royal Hibernian Academy Gallagher Gallery, Retrospective (1995).